# Verwachtenutshypothese

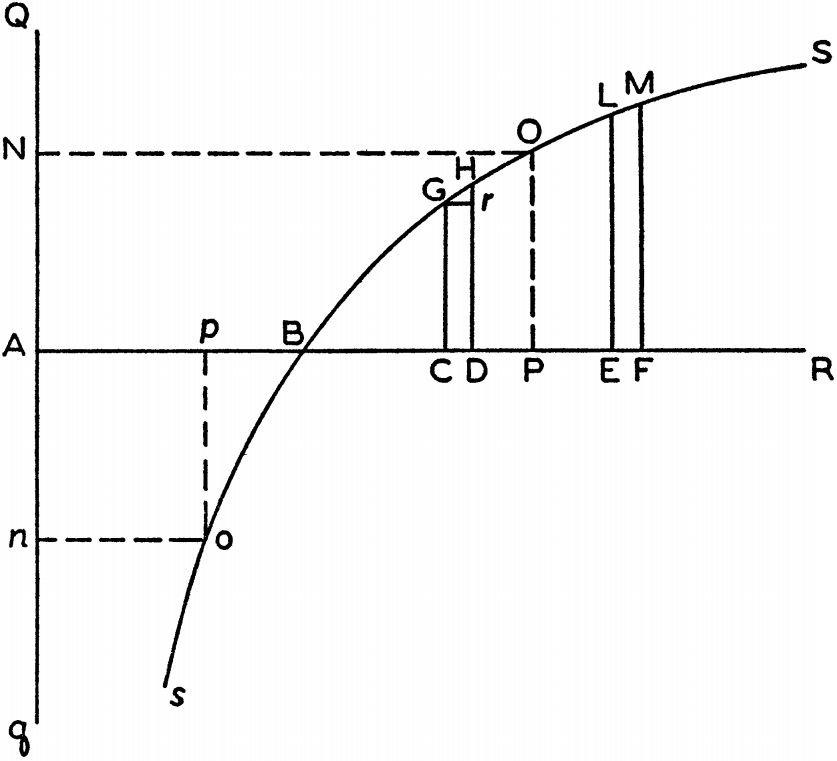
Op de horizontale as is de rijkdom uitgezet en op de verticale as het nut. AB is daarbij de aanvankelijke rijkdom. Bij toenemende rijkdom neemt het nut minder snel toe, volgens Bernoulli met een logaritmische functie

In de economie, speltheorie en besliskunde is de verwachtenutshypothese (expected utility hypothesis) een benadering om het verwachte economische nut van een beslissing te bepalen in het geval van onzekere uitkomsten. Het verwachte nut kan bepaald worden door te schatten wat de waarschijnlijkheid is van iedere mogelijke uitkomst, en hoe elk van deze uitkomsten gewaardeerd wordt. De waardering van iedere uitkomst is afhankelijk van: 
- de hoogte van de uitbetalingen (hetzij in geld, hetzij in andere goederen)
- de mate waarin verschillende economische agenten (zoals kopers en verkopers)  met dezelfde uitbetaling tevreden zullen zijn, afhankelijk van hun persoonlijke voorkeuren en bezittingen
- risico-aversie

De verwachtenutshypothese heeft toepassingen op het gebied van de economie, de speltheorie en de besliskunde.
De bovengenoemde criteria zijn nuttig gebleken om een aantal populaire keuzes te verklaren die in strijd lijken te zijn met het verwachtewaardecriterium (dat alleen de hoogte van de uitbetalingen en de waarschijnlijkheid van het voorkomen in beschouwing neemt), zoals die zich voordoen in de context van gokken en verzekeringen. Door verschillen in risico-aversie gaat de hypothese echter niet altijd op, waarop Daniel Kahneman en Amos Tversky in 1979 kwamen met de vooruitzichttheorie.
Daniel Bernoulli nam in 1738 het initiatief voor de verwachtenutshypothese. Tot het midden van de twintigste eeuw was de standaardterm voor het verwachte nut morele verwachting (moral expectation). Dit staat in contrast met de wiskundige verwachting voor de verwachte waarde.
De Von Neumann-Morgenstern-nutsstelling voorziet in noodzakelijke en voldoende rationaliteit-axioma's waaronder de verwachtenutshypothese van toepassing is.

## Sint-Petersburgparadox
Nadat het begrip wiskundige verwachting in de zeventiende eeuw ingang vond, werd aanvankelijk uitgegaan van risico-neutraliteit bij kansspelen, een populair onderwerp in de vroege kansrekening. Risico-neutraliteit betekent dat als de wiskundige verwachting bij twee opties gelijk is, deze als gelijkwaardig worden beschouwd. Dat heeft tot gevolg dat als de wiskundige verwachting van een kansspel oneindig groot is, elke mogelijke eindige inzet te verdedigen is, aangezien hierbij de grootste kans is op de grootst mogelijke winst. Dit is het geval in de Sint-Petersburgparadox waar van de speler op basis van risico-neutraliteit een maximale inzet wordt verwacht, maar waar vrijwel iedereen slechts bereid is tot een beperkte inzet. Bernoulli loste de paradox in 1738 op door te stellen dat kansen verschillend worden beoordeeld op basis van de morele verwachting of nut. De risico-afkerigheid is voor velen de aantrekkelijkere optie; de kans om oneindig veel te winnen weegt niet op tegen de kans het hele vermogen te verliezen. Hij kwam zo tot een vroege versie van de verwachtenutshypothese waarin de omstandigheden waarin iemand zich bevindt van invloed zijn op de inzet van de speler.